# Helias Doundoulakis
Helias Doundoulakis (1923-2016) est un ingénieur civil gréco-américain qui a breveté le système de suspension du radiotélescope le plus grand du monde, à l'époque, le radiotélescope d'Arecibo. Pendant la Seconde Guerre mondiale, il sert dans l'armée américaine et au Bureau des services stratégiques (OSS) en tant qu'espion.  

## Biographie

### Jeunesse
Helias Doundoulakis naît le 12 juillet 1923 à Canton, dans l'Ohio, aux États-Unis, de parents immigrés grecs, Demetrios et Evanthia (née Psaroudakis) Doundoulakis. À l'âge de deux ans, sa famille émigre en Crète, en Grèce, pour s'occuper de sa grand-mère aveugle, à Archánes. En 1941, la Grèce tombe aux mains des puissances de l'Axe, à l'exception de la Crète. Le 20 mai 1941, les parachutistes allemands envahissent la Crète, alors qu'Helias est au lycée. 

### Seconde Guerre mondiale
La bataille de Crète dure dix jours, pendant lesquels le frère d'Helias, George Doundoulakis (en), travaille comme interprète pour le quartier général militaire commun greco-britannique. Après la perte de la bataille, les frères Doundoulakis rejoignent la résistance crétoise. Monty Woodhouse, un agent du Special Operations Executive (SOE), approche George après avoir constaté sa compétence et ses capacités de chef. Il demande à George de l'aider à évacuer les soldats britanniques bloqués en Crète. George forme une organisation clandestine en recrutant des amis, d'anciens officiers militaires et des civils de Héraklion et de Lassíthi,. L'organisation de George fournit des renseignements clés au SOE en collaborant avec Woodhouse, puis avec Thomas Dunbabin (en) (Tom) et plus tard, Paddy Fermor (Mihalis). Helias est affecté à l'aérodrome de Héraklion, où il relaie à un vendeur de cacahuètes voisin le nombre d'avions de la Luftwaffe revenant de l'Afrika Korps de Rommel, en Égypte. Les informateurs de George obtiennent des renseignements qui sont relayés à Dunbabin. Ces informations conduisent au naufrage d'un convoi allemand, destiné à ravitailler Rommel, en 1942. Pour leur action, George et Dunbabin sont, plus tard, décorés par la Grande-Bretagne, le premier recevant la King's Medal for Courage in the Cause of Freedom et le second l'ordre du Service distingué,.
L'organisation de George est dénoncée à la Gestapo, par un crétois local, après deux ans passés au sein de la SOE. Leigh Fermor demande à Helias et George de partir immédiatement sur la côte sud de la Crète, à travers le mont Ida et d'attendre leur exfiltration par le SOE. Après s'être cachés dans des grottes pendant un mois, les frères Doundoulakis sont secourus par une vedette-torpilleur britannique. Avec treize autres, ils ont pour destination Marsa Matruh, en Égypte. Alors qu'ils sont sur le point d'embarquer, Helias et George sont rejoints par Leigh Fermor et le chef partisan Petrakogiorgis. Petrakogiorgis était retourné en Crète, sur le même bateau qui transportait les frères Doundoulakis, en Égypte, le 7 juin 1943,. Les frères ne reverront plus Leigh Fermor pendant quarante ans. Après la guerre, Leigh Fermor est immortalisé dans le film britannique Intelligence Service pour son rôle dans l'enlèvement du général Kreipe, en Crète.
Après leur arrivée à Mersa Matruh, Helias, George, Yanni Androulakis et trois autres sont transportés dans une villa du SOE à Héliopolis, une banlieue cossue du Caire. Ce groupe choisi est destiné à un entraînement de saboteurs sur la recommandation de Leigh Fermor. Les autres rescapés sont envoyés dans l'armée grecque en exil,. 

### Office of Strategic Services
L'OSS est finalement informé de l'implication des frères Doundoulakis dans la SOE de Leigh Fermor. Il envoie le capitaine James Kellis de l'OSS pour les recruter car ils sont Américains. Ils s'enrôlent dans l'armée américaine le 16 septembre 1943. Les frères Doundoulakis rejoignent ensuite l'OSS, le service de renseignement américain nouvellement créé.
Leur commandant est le major John Vassos (en), le célèbre designer industriel de la Radio Corporation of America. Les agents potentiels sont formés dans un palais élaboré loué au monarque égyptien, le roi Farouk. Helias est formé pendant six mois aux arts de l'espionnage dans un établissement connu sous le nom d'école d'espionnage (en), par la Secret Intelligence Branch (en). Une formation avancée de commando et de parachutisme est dispensée par les Britanniques dans leur centre de formation SOE STS-102 à Haïfa, en Palestine. À l'issue de sa formation, en mars 1944, Helias est envoyé en mission à Thessalonique, en Grèce, par le major Vassos. Il monte une entreprise bidon dans une usine ayant appartenu autrefois à des Juifs grecs. Helias reste infiltré à Salonique d'avril à décembre 1944, envoyant des messages radio cryptés à l'OSS du Caire sur l'activité allemande. L'un de ces messages entraîne la destruction d'un train de troupes allemand par un escadron de bombardiers B-25 alliés. Ses transmissions radio sont repérées par les méthodes de triangulation allemandes, mais il parvient à s'échapper. Bien que constamment traqué par la Gestapo et la police grecque, il échappe à la capture. Il n'a jamais été soupçonné d'être un espion américain. S'il était tombé aux mains de l'ennemi, il était déterminé à s’ôter la vie à l'aide d'une capsule de cyanure. Helias reçoit la Good Conduct Medal à la base OSS de Bari.
George Doundoulakis est formé dans la Direction générale des opérations psychologiques (MO) et des opérations spéciales (SO),,. Il est envoyé à Vólos, en Grèce, où il coordonne 7 000 rebelles gauchistes grecs en une force de combat unifiée. Il fournit de la nourriture, des armes et du matériel à son armée irrégulière par le biais des bases de l'OSS en Turquie.
Retranchés dans les infranchissables montagnes du Pélion, en Thessalie, ils détruisent le système ferroviaire oriental de la Grèce et la liaison maritime de Vólos avec Athènes, étouffant ainsi l'armée allemande. George est promu premier sergent (en) et reçoit la médaille de la Légion du Mérite.

### Après guerre
Helias Doundoulakis s'installe à Brooklyn, New York, à la fin de ses fonctions dans l'armée américaine. Il obtient une licence en génie civil au City College de New York et une maîtrise en ingénierie des structures à l'école polytechnique de Brooklyn dans le cadre du G.I. Bill. Helias Doundoulakis rencontre Rita (née Gianoplus), en Grèce, et ils se marient en 1952. Ils ont quatre fils et dix petits-enfants.

#### Emery Roth
Doundoulakis a travaillé sur la conception du Pan Am Building (aujourd'hui le MetLife Building) à New York alors qu'il travaillait chez Emery Roth and Sons. Emory Roth est connu pour avoir conçu l'Hôtel St. Moritz (en), aujourd'hui l'hôtel Ritz Carlton.

#### Grumman Aerospace
M. Doundoulakis est employé par Grumman Aerospace Corporation pendant plus de trente-cinq ans et chef de groupe sur de nombreux projets de l'USAF et de la NASA. Il s'agit notamment des missions spatiales Apollo et du module lunaire Apollo, de l'avion de chasse F-14 Tomcat et de la navette spatiale. Sa conception des réservoirs d'oxygène de la mission malheureuse Apollo 13 joue un rôle déterminant dans le retour de l'équipage d'Apollo 13, pour lequel Doundoulakis s'est vu remettre une plaque par James Lovell, Fred Haise et Jack Swigert.

#### Radiotélescope d'Arecibo
Doundoulakis a breveté le système unique de suspension d'un radiotélescope utilisé dans la conception du plus grand de son genre à l'époque, l'observatoire astronomique d'Arecibo, à Porto Rico. Il a travaillé sur ce projet avec les conseils de son frère George Doundoulakis qui a lancé cette idée novatrice du système de suspension d'Arecibo. En collaboration avec ses amis de longue date et ses partenaires commerciaux William J. Casey et Constantine Michalos - tous deux cessionnaires du brevet - Helias Doundoulakis s'est vu accorder un brevet américain, le 13 septembre 1966 pour la conception du système de suspension de l'antenne. Pendant la Seconde Guerre mondiale, Casey est nommé à la tête de la branche des renseignements secrets de l'OSS pour l'Europe. Après la guerre, il occupe des postes exécutifs sous la présidence de Nixon, notamment celui de chef de la Securities and Exchange Commission. George a témoigné en faveur de Casey lors de ses audiences de confirmation au Sénat. Finalement, Casey est nommé responsable de la Central Intelligence Agency sous la présidence de Ronald Reagan.

## Décès et funérailles
Helias Doundoulakis décède le 29 février 2016. Il est enterré avec les honneurs militaires à côté de son frère George au cimetière de Greenfield, Uniondale dans l'État de New York.

## Distinctions
- 2015 - Helias et George Doundoulakis ont reçu conjointement le prix du service distingué de l'OSS Society lors du dîner annuel du prix Donovan en l'honneur de l'ambassadeur Hugh Montgomery à Washington, DC[29],[30].
- 2008 - Société OSS, mai et novembre, Prix du service méritoire, par le gouvernement grec et la société OSS, Astoria, NY.
- 1991 - PAA, Pancretan Association of America, Distinguished Service Award, 50e anniversaire de la bataille de Crète, Astoria, NY.

## Ouvrages
- My Unique Lifetime Association with Patrick Leigh Fermor, 2015
- Trained to be an OSS Spy, 2014
- I was Trained to be a Spy – Book II, 2012
- I was Trained to be a Spy, 2008
- Anamnisis (en grec moderne : Αναμνήσεις), 2004

## Films
Doundoulakis joue son propre rôle dans le documentaire de 2 heures de History Canada de 2014, Camp X, et dans le documentaire de Smithsonian Channel, World War II Spy School.

### Note
- (en) Cet article est partiellement ou en totalité issu de l’article de Wikipédia en anglais intitulé « Helias Doundoulakis » (voir la liste des auteurs).